# Callicostella strumulosa
Callicostella strumulosa là một loài rêu trong họ Pilotrichaceae. Loài này được (Hampe & Lorentz) A. Jaeger mô tả khoa học đầu tiên năm 1877.